# Phytoecia annulipes
Phytoecia annulipes är en skalbaggsart som beskrevs av Étienne Mulsant och Claudius Rey 1863. Phytoecia annulipes ingår i släktet Phytoecia och familjen långhorningar. Inga underarter finns listade i Catalogue of Life.